# Der Spaziergang (Schiller)

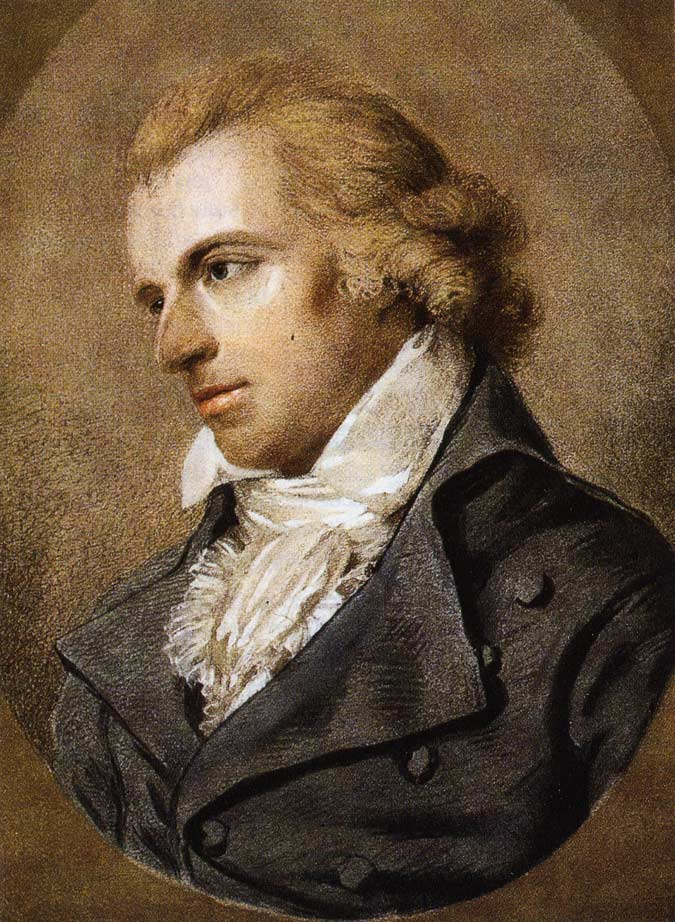
Friedrich Schiller (1794)

Der Spaziergang ist der Titel eines Gedichts von Friedrich Schiller, das er im August und September 1795 schrieb und im selben Jahr in seiner Zeitschrift Die Horen unter der Bezeichnung Elegie veröffentlichte. Die erste Fassung bestand aus 108 elegischen Distichen, die zweite wurde um 16 Verse gekürzt und erschien 1800 in seiner Gedichtsammlung unter dem heute bekannten Titel.
Schiller selbst schätzte das der Weimarer Klassik zugeordnete Werk als Höhepunkt seines dichterischen Schaffens und als wichtigstes Ergebnis der wiederaufgenommenen lyrischen Produktion, die er für viele Jahre zugunsten philosophischer Studien hintangestellt hatte. Seine Bewertung fand die Zustimmung vieler Zeitgenossen, die vor allem die sprachliche Schönheit und die durchstrukturierte Komposition des Gedichts hervorhoben.
War Schillers Lyrik mit ihrer hohen Reflexionsdichte häufig eher unter kunstphilosophischen Gesichtspunkten gewürdigt und als Gedankenpoesie eingestuft worden, bescheinigt die ältere Forschung gerade diesem Werk eine besondere Anschaulichkeit und Nähe zur Lyrik Goethes.
Die ins Umfeld der sentimentalischen Poesie gehörende Elegie verbindet Naturbeschreibung mit anthropologisch-historischen Betrachtungen, die Schiller auch in dem späteren Bürgerlied und dem Lied von der Glocke beabsichtigte.

## Inhalt und Form
In 108 reimlosen Distichen – so in der ersten Ausgabe – malt Schiller einen Spaziergang durch eine poetisierte Landschaft aus und verknüpft dies mit Streiflichtern auf die Kulturgeschichte. Grob lässt sich die Elegie in drei Abschnitte gliedern: Einer landschaftspoetischen Einleitung (1 - 64 a.F.) folgt eine lange Reise durch die Geschichte (65 - 188), nach der das lyrische Ich wie aus einem Tagtraum erwacht („Aber wo bin ich?“), sich sammelt und in den Armen der Natur wiederfindet, die gegenüber dem durchdachten gesellschaftlichen Wandel etwas Bleibendes verkörpert (189 - 216).
Zu Beginn preist das Ich die Natur und begrüßt den „rötlich strahlenden Gipfel“, die Sonne und die belebte Flur. Es ist die Perspektive des Spaziergängers, der das „Gefängnis des Zimmers“ oder die „bedrückende Enge eines Gesprächs“ verlassen hat, um unter freiem Himmel aufatmen zu können.
Als er vor einem Abgrund steht, in die Schlucht blickt und über und unter sich den Äther zu sehen glaubt, schwindelt ihm. Die Verwirrung legt sich, als er einen Steig erblickt, der ihn sicher seines Weges leiten kann. Die plötzliche Konfrontation mit den Gefahren der Natur, der literarische Topos des locus terribilis, leitet den zweiten Teil der Elegie mit längeren Reflexionen über Phasen menschlicher Entwicklung ein. Der Wanderer sieht die Dörfer und Felder der Landleute, deren Wünsche vom „Kreislauf der Ernten beschränkt“ werden, und ruft in wehmütiger Distanz aus: „Glückliches Volk der Gefilde! Noch nicht zur Freiheit erwachet, / Teilst du mit deiner Flur fröhlich das enge Gesetz.“
Er sinniert über die Urbanisierung und Landwirtschaft, die Entwicklung des Militärs, Handels, Verkehrs und der Wissenschaft, die sich kulturgeschichtlich entfaltet haben und zunächst überwiegend fortschrittlich geschildert werden. Die Reihe kulminiert in den Triumph der Aufklärung: „Da zerrinnt vor dem wundernden Blick der Nebel des Wahns / Und die Gebilde der Nacht weichen dem tagenden Licht.“
Nachdem die Menschheit über Sprache und Bildung derart emporgestiegen zu sein scheint, folgt eine Zäsur mit gegenläufiger Bewertung. Der Mensch zerriss nicht bloß die Fesseln der Furcht und Unwissenheit, sondern auch die „Zügel der Scham“ – nicht nur die Vernunft, sondern auch die Begierde ruft nach Freiheit. Der Oase des Lichts folgt die Wüste der Gewalt. Im Zustand der Bindungslosigkeit und moralischen Verwahrlosung wird der Mensch des Menschen Feind, und fortan bestimmen Lüge, Betrug und Täuschung seine Geschicke: „Aus dem Gespräche verschwindet die Wahrheit, Glauben und Treue / Aus dem Leben, es lügt selbst auf der Lippe der Schwur.“
Am Ende schließlich erwacht der Träumende wie aus einem Mahlstrom ausschweifender Bilder und sieht sich vereinsamt zunächst einer abweisenden Natur gegenüber: „Aber wo bin ich? Es birgt sich der Pfad. Abschüssige Gründe / Hemmen mit gähnender Kluft hinter mir, vor mir den Schritt. / Hinter mir blieb der Gärten, der Hecken vertraute Begleitung, / Hinter mir jegliche Spur menschlicher Hände zurück.“
Nach seiner Zeitreise durch die Kulturgeschichte der Menschheit ist für den Wanderer auch diese schroffe und unwirtliche Umgebung beruhigend. Die nach geistiger Wandlung erfahrene Natur kann im erfüllten Moment die Zeiten überbrücken und Vergangenheit mit Gegenwart verbinden: „Und die Sonne Homers, siehe! sie lächelt auch uns.“

## Entstehung
Schiller schrieb das Gedicht im Spätsommer 1795 in gesundheitlich stark angegriffenem Zustand. Für Wochen konnte er das Haus nicht mehr verlassen und musste auf Kontakte mit der Außenwelt verzichten. Wann immer es ihm in den Nachtstunden besser ging, arbeitete er an der Elegie. Seinem Freund und Unterstützer Körner sagte er später, er halte sie neben seinen anderen Werken für „diejenige, welche die meiste poetische Bewegung hat, und dabei dennoch nach strenger Zweckmäßigkeit fortschreitet.“
Als Johann Wolfgang von Goethe ihn am 5. Oktober in Jena besuchte, las er ihm mittags im abgedunkelten Arbeitszimmer das Gedicht vor, das kurz darauf publiziert werden konnte.
Von Sophie Mereaus Gedicht Schwarzburg, das Schiller kurz zuvor in den Horen veröffentlicht hatte, gingen Anregungen für die Naturschilderung aus. Wie Mereau arbeitete Schiller mit literarischen Topoi wie dem Locus amoenus, der schattenspendende Bäume, Blumen und Vogelgesang, Wind- und Wasserbewegungen umfasst. Möglicherweise hatte er die ansteigende Landschaft des Jenzig in Jena vor Augen, als er die Einleitung für seine Elegie entwarf.
Eine weitere Anregung ging von einer Abhandlung Gottlob Heinrich Rapps über die Hohenheimer Gärten aus, die in Johann Friedrich Cottas Taschenkalender auf das Jahr 1795, für Natur- und Gartenfreunde erschienen war. Schillers kurze Rezension Ueber den Gartenkalender auf das Jahr 1795 wirft ein bezeichnendes Licht auf die Naturdarstellung des Gedichts. Kritisch beleuchtet er zunächst, wie sich die Gartenkunst lange an der Architektur orientiert und die Vegetation „unter das steife Joch mathematischer Formen“ gezwängt habe. Das schöne und eigenständige Leben der Pflanzen sei vernachlässigt, ja einem „geistlosen Ebenmaß“ geopfert worden, wie der Betrachter es von einer schlichten Mauer erwartet. Zwar sei man von diesem Irrweg abgekommen, aber nur um sich in neuen Labyrinthen zu verlaufen. Der Strenge des Architekten entflohen, ging die poetische Freiheit für Schiller nun in Regellosigkeit über und überfordere das Auge mit einer willkürlichen Flut der Erscheinungen.
Die Hohenheimer Gärten, von Herzog Carl Eugen ab 1776 angelegt, würden hingegen Ordnung und Freiheit ausgewogen vermitteln und durch die Landschaft einen tiefen elegischen Ton gießen, der den empfindenden Betrachter zwischen Ruhe und Bewegung, Nachdenken und Genuss führe und lange nachwirke. Die poetische Anlage verbinde ländliche Einfachheit mit versunkener urbaner Größe. Das „ernste Gefühl der Vergänglichkeit verliert sich wunderbar schön in dem Gefühl des siegenden Lebens.“ Die Natur dieses Gartens sei „mit Geist beseelt“ und „durch Kunst exaltiert“ und befriedige nicht nur den „einfachen, sondern selbst den durch Kultur verwöhnten Menschen.“
Das Stuttgarter Schloss mit seiner „Pracht und Eleganz“ ist für Schiller der ideale Ausgangspunkt für den Wanderer, dessen Wunsch, die Natur zu genießen, notwendig stimuliert werde. Die schöne Parkanlage, die er während seiner Reise durch Württemberg 1793/94 mehrfach besuchte, scheint die fast sehnsüchtig gesuchte Einfachheit zu verkörpern, die der sentimentalische Wanderer der Elegie in der Landschaft zu finden hofft.

## Einflüsse und geschichtsphilosophischer Hintergrund
Wie kein anderes Gedicht zeigt Der Spaziergang Verbindungen, aber auch Unterschiede zwischen der theoretischen und lyrischen Welt Schillers. Seine geschichtsphilosophische Ästhetik, die er in den Briefen Über die ästhetische Erziehung des Menschen und der Abhandlung Über naive und sentimentalische Dichtung formulierte, und Auseinandersetzungen mit Kants Begriff des Erhabenen prägen die Elegie ebenso wie Rousseaus Kulturpessimismus und Traditionen der Landschaftsdichtung.
In den bukolischen Idyllen Theokrits und den Georgica Vergils finden sich Lobgesänge auf das ruhige und abgesonderte Landleben, dem der Sittenverfall und das dekadente Treiben in den Städten gegenübergestellt werden. Auch Horaz verklärte mit seinem Epodon liber die Ländlichkeit, während er dem politischen Leben der Stadt distanziert gegenüberstand („Glücklich, wer den Staatsgeschäften fern“).
Diesen Topos griffen Albrecht von Haller mit seinen berühmten Lehrgedicht Die Alpen, Ewald Christian von Kleist und Friedrich von Hagedorn auf und verbanden dies mit einer grundsätzlichen Kritik der Zivilisation.

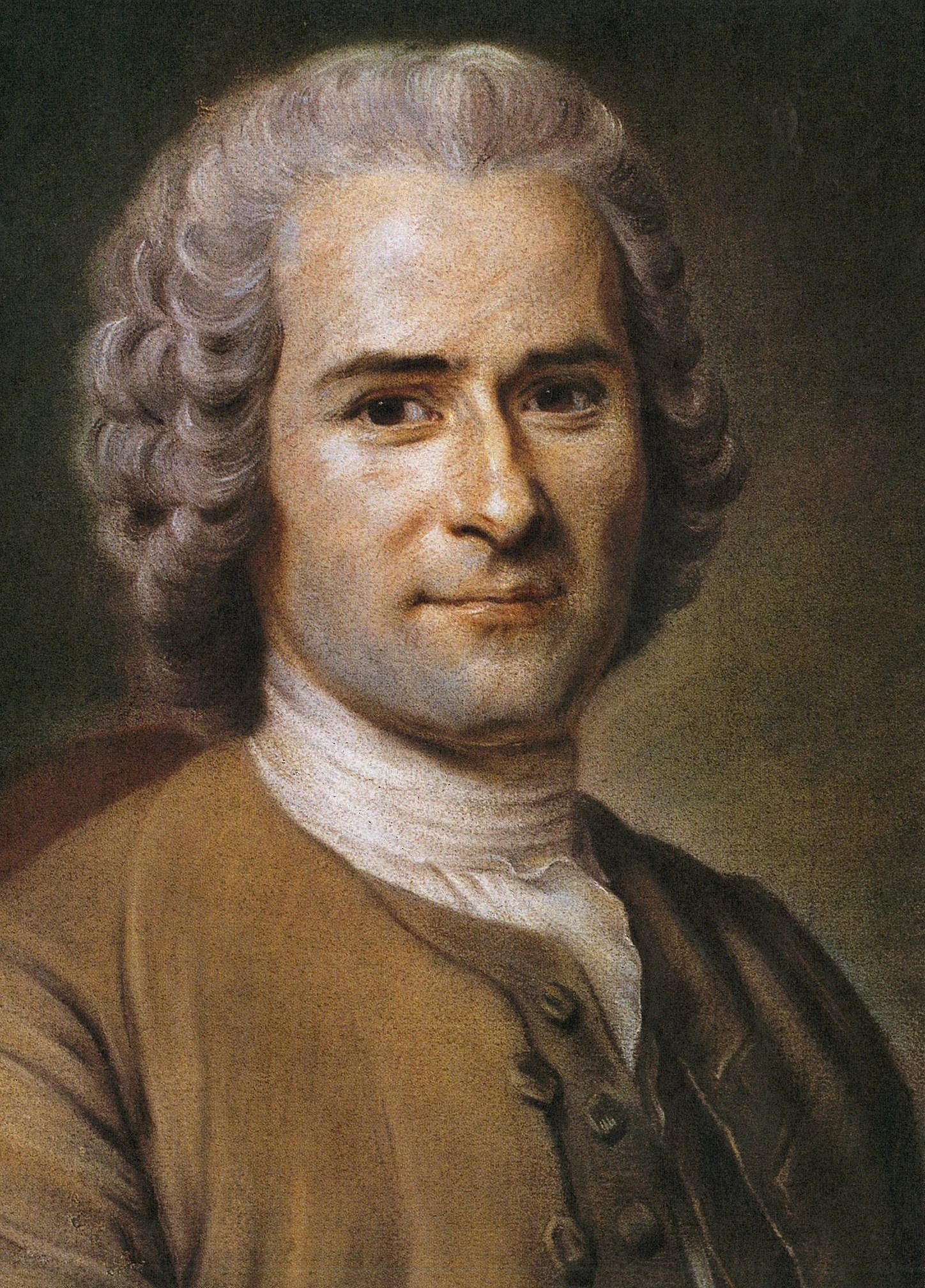
Jean-Jacques Rousseau, Pastell von Maurice Quentin de La Tour, 1753

Zivilisationskritisch hatte Rousseau die von der Aufklärung gepriesene Zartheit der Epoche angeprangert. Die urbane Verfeinerung der Sitten deutete er als Zeichen der Unaufrichtigkeit und des moralischen Verfalls und wollte zeigen, dass wirkliche Zärtlichkeit („sentiment tendre et doux“) nur im untergegangenen goldenen Zeitalter einer vorbürgerlichen Geselligkeit möglich war, in der die Menschen noch im Gleichgewicht zwischen innerer Freiheit und zwischenmenschlicher Orientierung lebten. Demgegenüber war die nun erreichte Stufe von einer Verweichlichung bestimmt, die nichts weiter sei als Abhängigkeit und konventionelle Anpassung.
Schiller folgte Rousseau nicht in allen Punkten. Zivilisation und (reflexiv gebrochener) Naturgenuss waren für ihn keine Widersprüche, während Rousseau die sinnliche Erfahrung der Landschaft lediglich als elegischen Rückblick auf versunkene Lebensfreuden betrachtete.
Angelehnt an dessen Akademiepreisschrift Discours sur les sciences et les arts von 1750, nach der die Aufklärung und Entwicklung der Wissenschaften die urbane Welt menschlich abkühlen und die Seelen verkümmern ließ, kritisierte auch Schiller die gesellschaftlich-moralische Entwicklung, begründete dies jedoch nicht mit Rousseau, sondern griff auf die antike und griechische Mythologie zurück.
Zu Beginn des Mittelteils finden sich Gedanken über die Entwicklung der Menschheit (Stadtbau, Pflichten und Rechte, Handel und Religion), die Schiller bereits 15 Jahre zuvor als Medizinstudent in seiner Dissertation Versuch über den Zusammenhang der tierischen Natur des Menschen mit seiner geistigen formuliert hatte, während die pessimistische Vision die Schattenseiten der Aufklärung ausmalt, die mit fortschreitender Bürokratisierung zur Entfremdung von der Natur geführt hat. In diesen düsteren Bildern lässt sich bereits seine Wahrnehmung der Französischen Revolution erkennen, wie sie sich ihm ab 1792 darstellte.
In den kritischen Passagen seiner Elegie bezieht Schiller sich auf eine Rechtspraxis, welche die Position des Souveräns zwar hinterfragt und die Welt aus den Fugen wanken lässt, hinreichende Alternativen oder sozialen Ausgleich jedoch nicht anbietet. „Auf der Tribune prahlet das Recht, in der Hütte die Eintracht, / Des Gesetzes Gespenst steht an der Könige Thron...Einer Tigerin gleich, die das eiserne Gitter durchbrochen / Und des numidischen Walds plötzlich und schrecklich gedenkt, / Aufsteht mit des Verbrechens Wut und des Elends die Menschheit, / Und in der Asche der Stadt sucht die verlorne Natur.“
Mit der Tiger-Metapher illustrierten Dichter um 1800 häufig revolutionäre Gewalt im Umfeld der Septembermassaker und Terrorherrschaft der Jakobiner. Friedrich Gottlieb Klopstock und Gottfried August Bürger verwendeten das Bild, um die Folgen französischer Okkupationspolitik zu brandmarken. Im Revolutions-Almanach von 1795 nannte Christoph Girtanner die Jakobiner einen „Haufen blutdurstige Tyger“.
Schiller arbeitete hingegen mit anderen Bedeutungsnuancen, die auf seiner Ästhetik und Geschichtsphilosophie beruhen. Das Tier, das die Gitter seines Käfigs durchbricht, steht für die natürlichen Bedürfnisse des Menschen, der trotz der gepriesenen Zivilisation weiterhin Gefangener bleibt und seine Anlagen nicht entfalten kann.

## Bedeutung und Rezeption
Das Werk wird als elegisches Gegenstück zu der zunächst entworfenen Idylle Das Reich der Schatten (Das Ideal und das Leben) eingeordnet. Für Schiller selbst war es Ausdruck der Klage über die „verlorene Natur als Sinnbild von Einheit und Unschuld“.
August Wilhelm Schlegel pries die charakteristische Gedankenführung und poetische Kraft der Elegie, bemängelte aber einige metrische Schwächen, die Schiller in seiner zweiten Fassung beheben wollte. Die Elegie, so Schlegel, „besingt einen großen, ja für uns Menschen den größesten aller Gegenstände: die Schicksale der gesammten Menschheit. In den kühnen Umrissen eines idealischen Gesichtes ziehen sie vor dem Geiste des Dichters vorüber.“
In einem Brief vom 10. Oktober 1796 bestätigte Johann Gottfried Herder, dass Der Spaziergang „ein fortgehendes, geordnetes Gemählde aller Scenen der Welt und Menschheit“ biete.
Für Jürgen Brokoff ging es Schiller weder um eine Mimesis der Natur noch um eine historische Rekonstruktion, sondern um geschichtsphilosophische Vorstellungen, die er über unterschiedliche Topoi in poetische Formen gießt.
Die mit der schönen und erhabenen Natur einsetzende Bewegung führt das betrachtende Ich schließlich zur Freiheit, die ihrerseits mehrschichtig beleuchtet wird. Das Erwachen des Wanderers in den Armen der Natur ist keine eskapistische Rückkehr in den wohligen „Naturzustand“ der Hirtenidylle des ersten Teils. Die erneute Begegnung geht vielmehr aus dem Kulturprozess hervor, dessen drei Entwicklungsstadien vom Kind über den Jüngling zum Mann ein Stufenmodell umschreibt, das spätestens seit Lessings Schrift Die Erziehung des Menschengeschlechts bekannt ist. Am Ende steht somit keine schwärmerische Einheit mit der Natur oder ein wiedergewonnenes Arkadien. Der Mensch bleibt von ihr getrennt und sieht sie in schmerzlicher Entfernung als Sonne, die in aller Ewigkeit auf die von ihr losgelöste Menschenwelt strahlen wird. Zwei Wege öffnen sich – er kann Gefangener bleiben und seine Anlagen missbrauchen oder sich kultivieren, an der Natur orientieren und wirkliche Freiheit schrittweise ausbilden.